# Comuna Prîharivka, Kozelșciîna
Prîharivka (în ucraineană Пригарівка) este o comună în raionul Kozelșciîna, regiunea Poltava, Ucraina, formată din satele Andriikî, Panasivka, Prîharivka (reședința), Suhîi Kobeleaciok și Sușkî.

## Demografie
Componența lingvistică a comunei Prîharivka
     Ucraineană (97,83%)
     Rusă (1,92%)
     Alte limbi (0,25%)
Conform recensământului din 2001, majoritatea populației comunei Prîharivka era vorbitoare de ucraineană (97,83%), existând în minoritate și vorbitori de rusă (1,92%).